# Korth Combat
Korth Combat là loại súng ngắn ổ xoay được thiết kế bởi hãng Korth Waffen tại Đức. Willie Korth đã tự thiết kế khẩu súng ổ xoay của mình từ cuối những năm 1950 và bắt đầu sản xuất nó từ năm 1965. Korth được xem là đại diện cho đỉnh cao của súng tại châu Âu, nó được làm với số lượng rất hạn chế với rất nhiều công gia công và chỉnh sửa cho phù hợp, 70% công việc được làm bằng tay kết quả là những khẩu này có giá đến vài ngàn USD hoặc EUR. Bù lại súng có độ chính xác cao, độ bền ấn tượng cũng như kiểu dáng gần giống khẩu Colt Python của Hoa Kỳ.

## Thiết kế
Korth được làm bằng một loại thép đặc biệt, công thức chế loại thép này được giữ độc quyền, nó cực kỳ chắc, bền và trông rất bóng bẩy. Súng giữ việc sạch sẽ khi hoạt động lâu hơn so với các loại súng ổ xoay khác, bụi khói thuốc súng sót lại sẽ ít bám được vào và bị đẩy ra ngoài theo cách nào đó để với 300 viên đạn được bắn mà vẫn chưa cần phải làm vệ sinh súng.
Ổ đạn của súng được đẩy sang một bên khi cần nạp đạn. Nút mở ổ đạn nằm ngay phía sau búa điểm hỏa, chỉ việc đẩy nó lên và ấn ổ đạn sang bên trái. Khi đã đẩy qua một bên ổ đạn có thể dễ dàng được tháo ra và thay ổ đạn mới vào nếu thấy cần còn không thì ổ đạn có một que đẩy tất cả vỏ đạn cũ ra ngoài ở phía trước. Hệ thống nhắm cơ bản của súng là điểm ruồi.

## Biến thể
- Combat: Mẫu cơ bản sử dụng loại đạn 9×29mmR (.38 Special) và 9×33mmR (.357 S&W Magnum).
- Sport: Mẫu dùng cho thể thao dùng đạn 5,6×15mmR (.22LR) và 5,6×26,8mm (.22WMR).
- Target: Mẫu dùng cho thể thao có điểm ruồi có thể điều chỉnh và có thể thay các loại khe ngắm khác.